# 小川由加里
小川 由加里（おがわ ゆかり、1910年（明治43年）1月28日 - 1981年（昭和56年）8月26日）は、茅野市出身の彫刻家。本名は、小川緑。

## 略歴
長野県諏訪郡永明村（現・茅野市）出身。高等小学校卒業後に指物師に入門。のちに自営独立し、1936年には知人に依頼されて木彫の聖観音像を制作した。1937年元陸軍中将市瀬源助により蓼科高原横谷渓谷に護国の霊地を築くこととなり、金沢国有林の原木から斎戒沐浴半年かけて横谷観音堂『横谷聖観世音菩薩』像を制作し奉納鎮座された。1938年に上京して日本美術学校（のちの日本美術専門学校）に入学。池田勇八、吉田久継、岡野聖雲らに師事。1939年の第3回文展に『胸像』を出品して初入選。戦後は日展や全信州美術展などを中心に活動し、1946年木彫『影』が日展に入選。 1948年には『アイヌのコタン』でアメリカ交易展一等賞受賞。1950年以降は会員として日本彫刻クラブに所属。長野県展で審査員を務めた。『初代市長 小川一雄像』、『宮坂英弌先生像』など郷里の偉人の胸像を制作した。

## 受賞歴
- アメリカ交易展一等賞 1948年 『アイヌのコタン』
- 第2回アジア競技大会金賞 1954年 『スポーツ少年』

## パブリック・コレクション
- 茅野市美術館
- 茅野市図書館 - 「希望」「髪を持つ女」
- 茅野市役所 - 「初代市長　小川一雄像」
- 茅野市尖石縄文考古館 - 「宮坂英弌先生像」